# Цузмер Мойсей Якович
Мойсей Якович Цузмер (1884 – 1947) —  біолог, педагог

## Біографія
М. Я. Цузмер народився у 1884 році.
Закінчив природниче відділення фізико-математичного факультету Новоросійського університету.
В 1920 – 1922 роках  викладав біологію та загальне світознавство в Одеському інституті народної освіти, з 1921 року був завідувачем єврейським відділом факультету соціального виховання.
Від 1922 року обіймав посаду професора Московського педагогічного інституту імені В. І. Леніна.
В роки нацистської навали, в евакуації, з травня 1942 року завідував кафедрою природознавства і хімії Оренбурзького інституту вдосконалення вчителів.
Помер в 1947 році в Москві.

## Наукова діяльність
Є автором підручників із зоології для загальноосвітніх шкіл, методичних праць.

#### Праці
- Зоология: Учебник для 6 и 7 классов неполной средней и средней школы: Утвержден Наркомпросом РСФСР / М. Я. Цузмер. —  4-е изд. — М.: Учпедгиз, 1936. — 240 с. (рос.)
- Наука о животных и религия: дополнение к учебнику «Зоология»  М. Я. Цузмера для VI и VII классов неполной средней школы / М. Я. Цузмер, А. А. Парамонов и Н. Н. Плавильщиков. — М.: Учпедгиз, 1937. — 46  с. (рос.)
- Методика преподавания анатомии и физиологии человека в средней школе: Пособие для учителей средней школы и студентов педвузов/  М. Я. Цузмер, П. И. Суворова, И. В. Козырь. –  М.: Учпедгиз, 1938. —  308 с.  (рос.)
- Зоологія: Підручник для гімназії / М. Цузмер. —  Ганновер: «Рідна Школа», 1947. — 247 с.

## Родина
- Донька: Цузмер Ревекка Мойсейовна (1918 – 2009) – радянський та російський художник, народний художник РФ, лауреат Державної премії РРФСР імені І. Ю. Репіна.

#### Посиланя
- Зоология – Национальная єлектронная библиотека// https://elibrary.unatlib.ru/handle/123456789/22893